# Isophya pravdini
Isophya pravdini är en insektsart som beskrevs av Peshev 1985. Isophya pravdini ingår i släktet Isophya och familjen vårtbitare.

## Underarter
Arten delas in i följande underarter:
- I. p. adamovici
- I. p. basyluki
- I. p. pravdini